# ’Rlevci
’Rlevci (mazedonisch 'Рлевци) ist ein Dorf im zentralen Teil Nordmazedoniens, das zur Gemeinde Veles gehört. Die nächstgelegene Stadt ist Veles.

## Geographie
’Rlevci liegt etwa 16 Kilometer westlich von der Gemeindehauptstadt Veles entfernt. Im Norden liegt die Opština Zelenikovo, im Osten S'lp, Beleštevica und Buzalkovo, im Süden Slivnik und Banjica, während es im Westen an Drenovo und dem Lisiče-See grenzt. 'Rlevci liegt in der historischen Region Grohot.

## Geschichte
Aus der Zeit der Wiedergeburt entstand die Kirche Voznesenie Hristovo, die Christi Himmelfahrt geweiht ist. 1927 wurde die Kirche vom Ikonenmaler Dimitar Andonow-Papradischki, einem Vertreter der Kunstschule von Debar, mit Fresken vollendet. Im 19. Jahrhundert war 'Rlevci ein Dorf innerhalb der Kaza (Verwaltungseinheit) Veles des Osmanischen Reichs.
Seine Bewohner bekannten sich zu Beginn des 19. Jahrhunderts in einem Plebiszit zum bulgarischen Exarchat und waren Teil des bulgarischen Millets. In der französischsprachigen Statistik Ethnographie des Vilayets d’Andrinople, de Monastir et de Salonique zählte im Jahr 1873 'Rlevci 17 Haushalte mit 76 Bulgaren auf. Laut der Statistik des Ethnographen Wassil Kantschow zählte 'Rlevci Ende des 19. Jahrhunderts 280 Einwohner, allesamt Bulgaren.
Nach den Statistiken des Sekretärs des bulgarischen Exarchats Dimitar Mischew (La Macédoine et sa Population Chrétienne) im Jahr 1905 lebten in ’Rlevci 160 bulgarische Exarchisten. Im Zuge des Balkankrieges meldeten sich zwei Dorfbewohner freiwillig zur Makedonisch-Adrianopeler Landwehr, einem Freiwilligenverband der bulgarischen Armee.
Am 29. November 1922 lieferten sich Widerstandskämpfer der Inneren Makedonischen Revolutionären Organisation (IMRO) nahe dem Dorf ein Gefecht mit serbischen Truppen, wobei der Wojwode Ilija Kuschew zusammen mit Iwan Gjoschew (1879–1922) und Mane Kratowski starben.
1927 führte der deutsche Forscher Leonhard Schultze ’Rlevci auf seiner Karte Mazedoniens auf und ordnete es als ein christlich-bulgarisches Dorf ein.
Laut der letzten Volkszählung von 2021 hatte ’Rlevci 9 Einwohner zu verzeichnen, davon 5 Mazedonier und 4 Personen ohne Angaben zur ethnischen Zugehörigkeit.